# Cañada del Hoyo (kommunhuvudort)
Cañada del Hoyo är en kommunhuvudort i Spanien.   Den ligger i provinsen Provincia de Cuenca och regionen Kastilien-La Mancha, i den centrala delen av landet, 160 km öster om huvudstaden Madrid. Cañada del Hoyo ligger 1 001 meter över havet och antalet invånare är 321.
Terrängen runt Cañada del Hoyo är kuperad åt nordväst, men åt sydost är den platt. Cañada del Hoyo ligger nere i en dal. Runt Cañada del Hoyo är det mycket glesbefolkat, med 6 invånare per kvadratkilometer. Närmaste större samhälle är Carboneras de Guadazaón, 12,6 km sydost om Cañada del Hoyo. Omgivningarna runt Cañada del Hoyo är i huvudsak ett öppet busklandskap.